# 卵葉異檐花
卵葉異檐花（学名：Triodanis biflora）为桔梗科異檐花屬下的一个种。